# 馮鎮巒
冯镇峦（1760年—1830年），字远村，涪陵人。清朝官員，學者。
先世居广安州，父馮良弼，母苟氏。少习儒业，乾隆四十六年（1781年）為诸生，四十八年补博士弟子员。五十年从庆符县县尹张慕川游，與张乃孚、杨士鑅、彭世仪合稱四子，倡为“青莲诗社”，乾隆五十七年（1792年），中式乡榜，乾隆五十九年（1794年）舅母蒋氏卒，镇峦作《苟蒋孺人墓志铭》。嘉庆三年（1798年）主讲于明月里云峰书院。嘉庆十三年（1808年）应礼部试不第。嘉庆十五年（1810年）夏天，铨选清溪教谕，“一官沈黎，寒氈终老”，嘉庆二十三年（1818年）評點《聊齋志異》，稱此書“人事之伦次”、“百物之性情”並稱「當代小說家言，定以此書第一」，喻焜《聊斋志异叙》赞扬冯镇峦“不作公家言、模棱语，自出手眼，别具会心”。道光十年（1830年），三次考满，大挑取广东龙门知县，未到任，以疾卒于官，次年归葬合州。
著有《晴云山房诗文集》、《晴云山房笔记》、《红椒山房笔记》、《片云诗话》、《黎雅诗话》、《读史随笔》、《批点古文左翼》、《冷斋图说》、《读聊斋杂说》、《晴云山房丛钞》等。

## 家庭

### 子
- 馮显中，字师晦。

### 女
- 長女未知其名，十九歲時嫁苟培绪
- 馮淑昭，早殤
- 馮静芳，嫁合州颜邦明